# Bonvi
Bonvi, pseudonimo di Franco Fortunato Gilberto Augusto Bonvicini (Modena, 31 marzo 1941 – Bologna, 10 dicembre 1995), è stato un fumettista italiano.
È noto soprattutto per avere creato e realizzato la serie di fumetti a strisce Sturmtruppen, dal 1968 fino al 1995, anno della sua morte. Raffigurazione satirica della seconda guerra mondiale, Sturmtruppen è stato il primo fumetto italiano realizzato nel formato a strisce quotidiane, e per molto tempo ha goduto di vasta popolarità non solo in Italia, ma anche all'estero (è stato tradotto in undici lingue – tra cui il russo, divenendo quindi il primo fumetto straniero mai pubblicato nell'allora Unione Sovietica). Al fumetto si ispirano due omonimi lungometraggi del 1976 e del 1982.

## Biografia
Franco Bonvicini nasce a Modena nel 1941, figlio primogenito di Mario Emilio Bonvicini e Maria Luisa Prampolini. Lì trascorre la giovinezza e nel 1956 conosce Francesco Guccini, con il quale stringe amicizia frequentando assieme il Movimento Laico Studentesco e collaborando alla realizzazione del suo giornalino Zero con lode. Dal 1960 iniziano a collaborare alla stesura di fumetti. Dall'ottobre 1962 svolge il servizio militare frequentando come allievo ufficiale di complemento il 31º Corso AUC, che conclude presso la Scuola truppe corazzate di Caserta, dove nel giugno 1963 viene promosso con il grado di sottotenente di fanteria carrista.
Dopo il congedo lavora con la Vimder Film, con la quale Guccini stesso collaborava e nel 1966 partecipa così alla realizzazione di un famoso cortometraggio apparso nella trasmissione Carosello, Salomone pirata pacioccone, che pubblicizzava gli sciroppi Fabbri. In quel periodo ha anche alcune esperienze in campo cinematografico come truccatore e costumista.
Nel 1967 prende parte al film comico Come rubammo la bomba atomica con Franco Franchi e Ciccio Ingrassia, mentre l'anno successivo partecipa a un concorso indetto dal quotidiano Paese Sera per il quarto Salone del Fumetto di Lucca, che vince presentando una striscia, Sturmtruppen, parodia della vita militare e del nazismo, con il quale introdusse il formato delle strisce a fumetti statunitensi in Italia. Successivamente la striscia compare sulla rivista romana Off-Side insieme ad altre sue storie, per poi proseguire sul quotidiano Paese Sera e su L'Ora di Palermo, nel 1969, riuscendo dopo pochi anni a varcare anche i confini nazionali.
Inizia una proficua collaborazione con le Edizioni Alpe, per le quali crea, tra l'altro, il personaggio di Cattivik (1965), parodia dei fumetti neri, e Capitan Posapiano, apparsi inizialmente sulle pagine di Tiramolla. Lo studio di Bonvi, con il nome di PlayComics, presto si sarebbe allargato, includendo gli allievi e amici Silver (1970) e Clod. Silver, dopo un periodo di collaborazione saltuaria, inizierà a disegnare Capitan Posapiano, quando Bonvi gli permetterà di sviluppare Cattivik.
A partire dal 1970 pubblica sulla rivista Psyco le Storie dello spazio profondo su testi di Guccini, il cui personaggio principale aveva il volto dello stesso Bonvi.
Tra il 1969 e il 1971 Giancarlo Governi, giornalista e responsabile del "reparto programmi speciali" della Rai, iniziò a sviluppare l'idea di un programma, ispirato da un carosello di Paul Campani, che portasse letteralmente i fumetti in TV. Contattò quindi Bonvi che insieme a Guido De Maria creò per l'occasione un nuovo personaggio: Nick Carter, un investigatore privato impegnato a risolvere, insieme ai collaboratori Ten e Patsy, intricati casi che spesso avevano come responsabile l'arcinemico Stanislao Moulinsky. L'episodio pilota, Il mistero dei dieci dollari, con il quale il regista De Maria creò il linguaggio dei "fumetti in TV", venne realizzato tra il 1969 e il 1970 e trasmesso il 14 settembre 1972 nella prima puntata di un programma che fece epoca: Gulp!, andato in onda sul Secondo Canale della RAI. A seguito del successo televisivo, Nick Carter si trasferì sulle pagine del Corriere dei Ragazzi, in avventure disegnate da Bonvi con la collaborazione di Silver e Clod. Grazie alla popolarità raggiunta, il personaggio di Bonvi diventa, nella successiva edizione del programma, Supergulp!, il presentatore di tutta la serie. La trasmissione Supergulp!, trasmessa dal 1977 al 1981, ebbe un enorme successo e Bonvi propose altri due suoi personaggi: Marzolino Tarantola, parodia di Saturnino Farandola di Albert Robida e poi pubblicato sul Corriere dei Piccoli, e le Sturmtruppen.
Bonvi fece alcune apparizioni anche come attore nelle vesti di un condannato nel film Sturmtruppen e di un ufficiale nel seguito Sturmtruppen 2 - Tutti al fronte.
Negli anni settanta l'attività come autore di fumetti prosegue ideando nuove serie a fumetti come Milo Marat, insieme a Mario Gomboli, nel 1973 quando vince anche il titolo di miglior cartoonist europeo, le Cronache del dopobomba (1974), che oscillano tra la drammaticità di un mondo post-olocausto atomico e l'assurdità delle situazioni descritte (uomini che si uccidono per una scatoletta vuota o perché di fedi politiche differenti), L'Uomo di Tsushima (1978), che esce nella collana Un uomo un'avventura della editoriale CEPIM, il già citato Marzolino Tarantola del 1979. Intanto continua a realizzare strisce e tavole delle Sturmtruppen, mai interrotta fino alla morte se non per una pausa di un anno e mezzo negli anni settanta. La sua ultima opera è La città, una sceneggiatura disegnata da Giorgio Cavazzano, originariamente pensata per la miniserie Zona X ma uscita postuma nello stesso anno della sua morte nella serie I Grandi Comici del Fumetto, sempre per la Bonelli.
Nel corso degli anni ottanta, dal matrimonio con Mariangela Villani nascono i figli Sofia nel 1984 e Francesco nel 1989. Tra il 1985 e il 1987 Bonvi, benché fosse spesso definito di ideologia anarchica, è consigliere comunale a Bologna, eletto nelle liste del PCI, con il quale ebbe peraltro un rapporto assai burrascoso, stracciandone anche in pubblico la tessera dopo la svolta della Bolognina. Continua la pubblicazione delle Sturmtruppen in una nuova testata esordita nel 1986 e pubblicata fino al 1994 presentando materiale inedito oltre a ristampare storie di Nick Carter, Cronache del dopobomba e Storie dello spazio profondo, nonché la nuova serie Blob del 1994 oltre a materiale di altri autori.
Bonvi muore a 54 anni in un incidente stradale a Bologna, investito nella notte fra il 9 e il 10 dicembre 1995 mentre si sta recando come ospite alla trasmissione Roxy Bar, allo scopo di vendere alcune sue tavole il cui ricavato sarebbe andato all'amico Magnus, all'epoca malato di cancro. Bonvi si fermò in un bar per chiedere informazioni su come raggiungere lo studio televisivo. Nell'attraversare la strada all'uscita dal locale fu mortalmente investito da una Citroën CX Pallas guidata da Giovanni Casini, 55 anni, in sospetto stato di ebbrezza. Morì in ospedale alcune ore dopo e fu sepolto per alcuni anni nel cimitero della Certosa.

## Filmografia

### Attore
- Come rubammo la bomba atomica, regia di Lucio Fulci (1967)
- Sturmtruppen, regia di Salvatore Samperi (1976)
- Sturmtruppen 2 - Tutti al fronte, regia di Salvatore Samperi (1982)
- Cavalli si nasce, regia di Sergio Staino (1989)

### Sceneggiatore
- Sturmtruppen 2 - Tutti al fronte, regia di Salvatore Samperi (1982)

## Televisione

### Sceneggiatore e attore
- SuperGulp (1972, 1977-1981)

## Aneddoti
- In una sua "Bustina di minerva" Umberto Eco narra un aneddoto raccontatogli da Bonvi, il quale, per arrotondare i guadagni che gli derivavano dal fumetto, lavorava anche nella pubblicità. Un giorno, dovendo trovare uno slogan per un insetticida, Bonvi scoprì che uno dei suoi ingredienti era il piretro. Così gli era venuta l'idea di mettere, su inserti pubblicitari e spot televisivi, la frase 'al fiore di piretro', espressione senza senso poiché il piretro non è un fiore ma una sostanza chimica estratta da un fiore. Si trattava di un espediente per cercare di fare sembrare il cattivo odore dell'insetticida fresco e desiderabile per il consumatore. Un giorno, andando a casa di sua madre, Bonvi sentì un forte odore d'insetticida; la madre gli disse che usava spanderne in abbondanza perché era una miscela deliziosa al fiore di piretro. Bonvi allora si arrabbiò e disse: "Ma mamma, quella è una cazzata che mi sono inventato io!". E la madre rispose: "Eh no, figlio mio. L'ha detto la televisione!".[28]
- Leonardo Ortolani racconta in un'intervista pubblicata su un sito amatoriale un aneddoto su Bonvi: Vide una mia tavola in cui Rat-Man all'interno del suo 128 FIAT viene avvicinato da una creatura orrenda con in mano una spazzola. Le scritte recitavano "Non aprite quella portiera!...IL LAVAVETRI!.. Con il semaforo rosso... niente potrà fermarlo!". Mi chiese di poterla pubblicare su un numero di Sturmtruppen (come fece) dicendomi "Ho riso come uno stronzo!". Ecco, uno dei più bei complimenti ricevuti! [29][senza fonte]

## Opere
- Cattivik (1965-1975)[14]
- Sturmtruppen (1968-1995)[6]

Sturmtruppen

- Storie dallo spazio profondo (1970, Bonvi - Guccini): serie di genere fantascientifico/umoristico ideata da Francesco Guccini e disegnata da Bonvi pubblicato su Psyco dell'Editrice Naka nel 1970; narra le vicende di un avventuriero a bordo di una navicella spaziale. La serie è stata più volte ristampata in volumi monografici[17]
- Nick Carter (1972-1991, Bonvi; Guido De Maria)
- Cronache del dopobomba (1973)[30][5]
- Milo Marat (1974, Bonvi - Gomboli)[31]
- L'uomo di Tsushima (1978)[13]
- Marzolino Tarantola (1978-1980)[32][33][34]
- Incubi di provincia (1981, Bonvi - Guccini, alcune storie scritte con Roberto Ghiddi e Magnus);[35][36]
- Blob (1994)[24]
- Alì Babà e i quaranta ladroni: libero adattamento della fiaba di Alì Babà e i quaranta ladroni, non si tratta di un vero e proprio fumetto, bensì di un libro illustrato[37][38]

## Riconoscimenti
- Premio Yellow Kid al Salone Internazionale dei Comics (1974)
- Francesco Guccini gli dedicò l'album D'amore di morte e di altre sciocchezze del 1996.[39]
- Premio Nazionale Cultura della Pace, conferito postumo nel 2000.[40]
- A Modena è stata a lui dedicata un'ala del parco Amendola con il nome di "Bonvi Parken", inaugurata il 26 giugno 2011.[41][42]
- Per il rilancio e la riscoperta della vasta opera di Bonvi, a fine 2014 è stato lanciato il progetto "Bonvi 2.0", coordinato dalla figlia dell'artista, Sofia Bonvicini.[43]
- Mostra «Incubi alla Bolognese. Leggende urbane di Bonvi» presso la Biblioteca Salaborsa di Bologna dal 15 dicembre 2015 al 31 gennaio 2016.[36][44]